# Deleatur

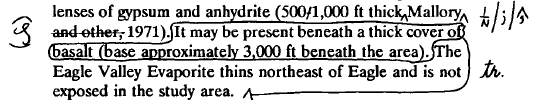
Użycie kasownika w tekście

Deleatur, kasownik (z łac.: ma zostać usunięty, usunięta) – znak korektorski, którym oznacza się fragmenty tekstu, które mają zostać usunięte (pojedyncze litery, słowa, zdania czy całe akapity).
Kształt znaku pochodzi od litery "d" w odręcznym piśmie niemieckim (kurrenta).